# Лямин, Леонид Иванович
Леони́д Ива́нович Ля́мин (род. 1 апреля 1938, Высокая Гора, Кировская область) — советский сварщик, лауреат Государственной премии СССР, почётный гражданин Тольятти.

## Биография
Родился 1 апреля 1938 года в деревне Высокая Гора Вятско-Полянского района Кировской области. Окончил сельскую семилетнюю школу, помогал семье, промышляя охотой. В 1955 году стал учеником столяра на Вятско-Полянском домостроительном комбинате, одновременно учился в вечерней школе. Летом 1958 года, по окончании школы, был призван в армию. Служил в войсках ПВО, дослужился до звания старшины, прошёл должности командира отделения, заместителя командира взвода, начальника передающего центра.
После демобилизации вернулся на домостроительный комбинат, но решил освоить профессию сварщика и поступил в Вятско-Полянский механический техникум. Был старостой группы, одновременно работал в техникуме завхозом. Преддипломную практику проходил в Тольятти на электротехническом заводе. Произвёл хорошее впечатление на руководство предприятия, внёс предложения по усовершенствованию сварочного цеха, так что главный инженер завода предложил Лямину после защиты диплома трудоустройство на постоянной основе. Лямин принял предложение и в 1965 году переехал в Тольятти. Работал на электротехническом заводе в заготовительно-сварочном цеху электросварщиком 2-го разряда, газоэлектросварщиком 2 разряда, газорезчиком 3 и 4 разрядов. В 1998 году стал заместителем начальника цеха, трудился на этой должности до 2003 года, после чего ещё десять лет проработал на заводе сверловщиком.
Активно внедрял новые технологии производства, разрабатывал новые приспособления. Одним из первых перешёл на сварку баков для трансформаторов электродом «пятёркой», что повысило скорость сварки и прочность шва, сконструировал сварочный стенд. Внедрённый им метод вырезки деталей несколькими резаками существенно увеличил производительность труда в цехе. Построил большую дробеструйную камеру для очистки металла, внёс ряд других рационализаторских предложений, так что коллеги по цеху прозвали его «наш Кулибин». Неоднократно становился победителем соцсоревнования. В 1987 году за большой вклад в ускорение технического перевооружения электротехнического производства Леониду Ивановичу Лямину была присуждена Государственная премия СССР.
Помимо работы по специальности вёл большую общественную работу. Был членом цехового комитета, позднее стал первым председателем Совета трудового коллектива «Трансформатора», который возглавлял много лет. Неоднократно избирался депутатом Комсомольского районного, городского и областного Советов народных депутатов, работал в бюро районного и городского комитетов КПСС. При этом общественной деятельностью занимался в нерабочее время, а при невозможности, навёрстывал пропущенное сверхурочной работой или в выходные.

## Звания и награды
- Орден «Знак Почёта» (1971)[2][6];
- орден Трудовой Славы II и III степеней (1975, 1981)[2][6];
- медаль «Ветеран труда» (1990)[2][6];;
- медаль «В ознаменование 100-летия со дня рождения Владимира Ильича Ленина»[4];
- лауреат Государственной премии СССР (1987)[2];
- почётный гражданин города Тольятти (21.05.1987)[5][2][6];
- почётные знаки коллегии Министерства электротехнической промышленности СССР[2][6].